# 소련의 정부수반
소련의 정부수반(러시아어: Глава Правительства Сою́з Сове́тских Социалисти́ческих Респу́блик 글라바 프라비뗄스뜨바 소유스 소베츠키흐 소치알리스티체스키흐 레스푸블리크[*])은 소비에트 사회주의 공화국 연방(СССР; 이하 소련)의 정부수반이다. 소련이라는 국가가 존재하는 동안 총 열두 명의 사람이 정부수반의 자리를 지나갔다. 그 중 두 명은 재임 중에 자연사했고(레닌, 스탈린), 세 명은 사임하였으며(코시긴, 티호노프, 실라예프), 서기장직과 정부수반직을 겸임한 사람은 두 명이 있(스탈린, 흐루쇼프)다. 초대 정부수반은 블라디미르 레닌으로 1922년 소비에트 사회주의 공화국 연방 성립조약 직후 취임하였다. 가장 재임기간이 짧은 사람은 이반 실라예프로 1991년에 불과 126일 재임했다. 한편 가장 오래 재임한 사람은 알렉세이 코시긴으로 14년간 직위를 지켰다. 코시긴은 사임한 직후인 1980년 죽었다.
1917년 11월 8일 러시아 소비에트 연방 사회주의 공화국(РСФСР) 정부는 인민위원평의회(약칭 소브나르콤)을 설치하고 그 행정부로 삼았다. 1924년 소련 헌법 제38조는 평의회의 권력, 기능, 의무는 중앙집행위원회(CEC) 앞에 책임진다고 규정되어 있다. 인민위원평의회는 소련 초기 국가를 세우는 데 필요한 다양한 법령을 통과시키고 실행에 옮겼다. 1946년, 인민위원평의회는 각료평의회(약자 소브민)로 개칭했다.

## 역대 소련 정부수반
| # | 성명 (생몰연도)                                  | 성명 (생몰연도) | 재임기간 | 총선거                                           | 내각                                             |                                                  |
| 1 | 인민위원평의회 의장 (1922년–46년)                | 인민위원평의회 의장 (1922년–46년) | 인민위원평의회 의장 (1922년–46년) | 인민위원평의회 의장 (1922년–46년)                | 인민위원평의회 의장 (1922년–46년)                | 인민위원평의회 의장 (1922년–46년)                |
| - | ------------------------------------------------ | --- | --- | ------------------------------------------------ | ------------------------------------------------ | ------------------------------------------------ |
| 1 | 블라디미르 레닌 (1870년–1924년)                  | | 1922년 12월 30일 – 1924년 1월 21일 | —                                                | 제1차–제2차 레닌                                 |                                                  |
| 1 | 블라디미르 레닌 (1870년–1924년)                  | 소련 최초의 정부수반으로 대개 인식된다. 러시아 혁명(2월 혁명 및 10월 혁명) 당시 러시아 사회민주노동당을 이끌어 세계 최초의 사회주의 국가 러시아 소비에트 연방 사회주의 공화국(РСФСР)을 건설하는 데 성공했고, 1922년 소비에트 사회주의 연방 공화국을 설립시킨다.                                                                             | |                                                  |                                                  |                                                  |
| 2 | 알렉세이 리코프 (1881년–1938년)                  | | 1924년 2월 2일 – 1930년 12월 19일 | 1924년, 1925년, 1927년, 1929년                   | 제1차 리코프                                     |                                                  |
| 2 | 알렉세이 리코프 (1881년–1938년)                  | 볼셰비키 내부 온건파의 일원이었던 리코프는 다른 온건파들과 함께 당에 대해 저지른 "실수"를 자아비판할 것을 강요받았고 그것이 빌미가 되어 1930년 실각한다. | |                                                  |                                                  |                                                  |
| 3 | 뱌체슬라프 몰로토프 (1890년–1986년)              | | 1930년 12월 19일 – 1941년 5월 6일 | 1931년, 1935년, 1936년, 1937년 소련 총선거       | 제1차 몰로토프                                   |                                                  |
| 3 | 뱌체슬라프 몰로토프 (1890년–1986년)              | 몰로토프는 스탈린의 측근으로서 농업집단화, 제1차 5개년 계획, 소련의 산업화, 1937년–38년 대숙청의 실행에 일조했다. 이 과정에서 막대한 수의 희생자가 발생했으나 몰로토프 내각(실제로는 스탈린이 최고권력자)의 지도 하에 소련은 농업집단화와 중공업 산업화를 거침없이 진행할 수 있었다.                                                        | |                                                  |                                                  |                                                  |
| 4 | 이오시프 스탈린 (1878년–1953년)                  | | 1941년 5월 6일 – 1946년 3월 15일 | 1946년                                           | 제1차 스탈린                                     |                                                  |
| 4 | 이오시프 스탈린 (1878년–1953년)                  | 독소전쟁에서 승리를 거두고 국가 재건 시기를 이끌었다. 스탈린은 인민위원평의회를 각료평의회로 개칭했다. | |                                                  |                                                  |                                                  |
| 1 | 각료평의회 의장 (1946년–1991년)                  | 각료평의회 의장 (1946년–1991년) | 각료평의회 의장 (1946년–1991년) | 각료평의회 의장 (1946년–1991년)                  | 각료평의회 의장 (1946년–1991년)                  | 각료평의회 의장 (1946년–1991년)                  |
| 1 | 이오시프 스탈린 (1878년–1953년)                  | | 1946년 3월 15일 – 1953년 3월 5일 | 1950년                                           | 제2차 스탈린                                     |                                                  |
| 1 | 이오시프 스탈린 (1878년–1953년)                  | 독소전쟁 승리 이후 스탈린은 동유럽의 대부분의 나라들에 공산주의 괴뢰정부를 수립하여 동구권을 형성시켰다. 철의 장막 뒤에 숨은 소련의 동유럽 지배는 소련과 서방세계 사이에 오랜 기간의 적대관계를 형성시켰으며 이를 냉전이라 한다. | |                                                  |                                                  |                                                  |
| 2 | 게오르기 말렌코프 (1902년–1988년)                | | 1953년 3월 6일 – 1955년 2월 8일 | 1954년                                           | 제1차–제2차 말렌코프                             |                                                  |
| 2 | 게오르기 말렌코프 (1902년–1988년)                | 스탈린이 죽자 의장 직을 꿰찼으나 니키타 흐루쇼프와의 권력투쟁에 패하여 모든 권력을 잃었다. 이후로도 의장 직을 유지하고 있었으나 실권은 없었고 흐루쇼프가 스탈린 격하 운동을 시작하자 흐루쇼프의 명령에 의해 아예 실각하고 니콜라이 불가닌으로 교체된다.                                                                                     | |                                                  |                                                  |                                                  |
| 3 | 니콜라이 불가닌 (1895년–1975년)                  | | 1955년 2월 8일 – 1958년 3월 27일 | 1958년                                           | 제1차 불가닌                                     |                                                  |
| 3 | 니콜라이 불가닌 (1895년–1975년)                  | 스탈린 격하 운동을 보면서 처음에는 흐루쇼프의 강력한 지지자였으나 점차 흐루쇼프의 급진적 정책에 의구심을 갖게 되었고, 그 결과 반당집단으로 몰려 실각했다. 이후 흐루쇼프 본인이 의장 직까지 겸임하게 된다. | |                                                  |                                                  |                                                  |
| 4 | 니키타 흐루쇼프 (1894년–1971년)                  | | 1958년 3월 27일 – 1964년 10월 14일 | 1962년                                           | 제1차–제2차 흐루쇼프                             |                                                  |
| 4 | 니키타 흐루쇼프 (1894년–1971년)                  | 쿠바 미사일 위기를 헤쳐나왔고 1961년 화폐개혁을 비롯한 다양한 개혁과 정책혁신을 도입하였다. 그러나 그의 계속되는 돌출행동에 피로를 느낀 노멘클라투라는 흐루쇼프를 각료평의회 의장 직과 공산당 서기장직에서 모두 실각시킨다. | |                                                  |                                                  |                                                  |
| 5 | 알렉세이 코시긴 (1904년–1980년)                  | | 1964년 10월 15일 – 1980년 10월 23일 | 1966년, 1970년, 1974년, 1979년                   | 제1차–제5차 코시긴                               |                                                  |
| 5 | 알렉세이 코시긴 (1904년–1980년)                  | 흐루쇼프 실각 이후 한 사람이 의장 과 서기장을 겸임하는 것이 금지되었고, 코시긴은 브레즈네프, 포드고르니와 함께 집단지도체제를 꾸렸다. 코시긴 등의 집단지도 시기는 소위 정체의 시대라고 불린다. 코시긴은 재임 기간 중에 세 차례의 대규모 경제개혁(1965년, 1973년–1974년, 1979년)을 시도했다. 1980년 10월 의장 직을 사임했고 2개월 뒤 죽었다. | |                                                  |                                                  |                                                  |
| 6 | 니콜라이 티호노프 (1905–1997)                    | | 1980년 10월 23일 – 1985년 9월 27일 | 1984년                                           | 제1차–제2차 티호노프                             |                                                  |
| 6 | 니콜라이 티호노프 (1905–1997)                    | 코시긴이 사임하자 티호노프가 차기 의장 이 되었다. 티호노프 내각은 브레즈네프의 서기장 재임기 마지막 몇 년과 유리 안드로포프 및 콘스탄틴 체르넨코의 짧은 임기, 그리고 미하일 고르바초프의 재임기 극초기에 걸쳐 있다. | |                                                  |                                                  |                                                  |
| 7 | 니콜라이 리즈코프 (born 1929)                    | | 1985년 9월 27일 – 1991년 1월 14일 | 1989년                                           | 제1차–제2차                                      |                                                  |
| 7 | 니콜라이 리즈코프 (born 1929)                    | 리즈코프는 고르바초프의 계획경제를 분권화하고 신기술을 도입하는 등의 경제 재편 개혁을 지지했다. 그러나 소련 경제에 시장경제를 도입하고자 하는 고르바초프의 시도에는 저항했다. 각료평의회 의장 직 자체가 폐지됨으로써 리즈코프는 강제로 사임해야 했다.                                                                                       | |                                                  |                                                  |                                                  |
| 1 | 소비에트 연방 총리 (1991년)                      | 소비에트 연방 총리 (1991년) | 소비에트 연방 총리 (1991년) | 소비에트 연방 총리 (1991년)                      | 소비에트 연방 총리 (1991년)                      | 소비에트 연방 총리 (1991년)                      |
| 1 | 발렌틴 파블로프 (1937년–2003년)                  | | 1991년 1월 14일 – 1991년 8월 22일 | —                                                | 제1차 파블로프                                   |                                                  |
| 1 | 발렌틴 파블로프 (1937년–2003년)                  | 파블로프는 절충 후보로서 새로이 설치된 총리직에 취임했다. 그는 화폐개혁을 시도했으나 대실패로 끝났고, 나중에는 국가비상사태위원회에 참여하여 8월 쿠데타로 고르바초프를 실각시키려 시도한다. 쿠데타가 실패로 끝나자 파블로프는 8월 29일 체포되었다.                                                                                          | |                                                  |                                                  |                                                  |
| 1 | 국가간경제위원회 의장 – 경제공동체 총리 (1991년) | 국가간경제위원회 의장 – 경제공동체 총리 (1991년) | 국가간경제위원회 의장 – 경제공동체 총리 (1991년) | 국가간경제위원회 의장 – 경제공동체 총리 (1991년) | 국가간경제위원회 의장 – 경제공동체 총리 (1991년) | 국가간경제위원회 의장 – 경제공동체 총리 (1991년) |
| 1 | 이반 실라예프 (1930년– )                         | — | 1991년 9월 6일 – 1991년 12월 26일 | —                                                | 제1차 실라예프                                   |                                                  |
| 1 | 이반 실라예프 (1930년– )                         | — | 1991년 8월 쿠데타 이후 소비에트 정부는 연방을 구성하는 각 공화국에 행사할 수 있는 권력 대부분을 잃었다. 실라예프는 고르바초프와 함께 소련의 연방체제를 유지하려고 노력했으나 모두 헛되었고 결국 소련은 붕괴한다. |                                                  |                                                  |                                                  |

## 같이 보기
- 소련의 국가원수
- 소련 지도부

## 참고 자료
- Brown, Archie (2009). The Rise & Fall of Communism. Bodley Head. ISBN 978-0061138799.
- Bonnell, Victoria; Cooper, Ann (1994). Russia at the Barricades: Eyewitness Accounts of the August 1991 coup. M.E. Sharpe. ISBN 978-1563242717.
- Coppa, Frank (2006). Encyclopedia of Modern Dictators: From Napoleon to the Present. Peter Lang. ISBN 978-0820450100.
- Cull, Nicholas; Culbert, David; Welch, David (2003). Propaganda and Mass Persuasion: A Historical Encyclopedia, 1500 to the Present. ABC-CLIO. ISBN 978-1576078204.
- Duiker, William; Spielvogel, Jackson (2006). The Essential World History. Cengage Learning. ISBN 978-0495902270.
- Dyker, David (1992). Restructuring the Soviet economy 1판. Routledge. ISBN 978-0415067614.
- Fainsod, Merle; Hough, Jerry F. (1979). How the Soviet Union is Governed. Harvard University Press. ISBN 978-0674410305.
- Ferdinand, Maria Feldbrugge Joseph (1993). Russian Law: The End of the Soviet System and the Role of Law 1판. Springer Publishing. ISBN 978-0792323587.
- Garcelon, Marc (2005). Revolutionary Passage: From Soviet to Post-Soviet Russia, 1985–2000. Temple University Press. ISBN 978-1592133628.
- Harris, Jonathan (2005). Subverting the System: Gorbachev's Reform of the Party's Apparat, 1986–1991. Rowman & Littlefield. ISBN 978-0742526792.
- Kotz, David Michael; Weir, Fred (2007). Russia's Path from Gorbachev to Putin: The Demise of the Soviet System and the New Russia 2판. Taylor & Francis. ISBN 978-0415701471.
- Phillips, Steven (2000). Lenin and the Russian Revolution. Heinemann. ISBN 978-0-435-32719-4.
- Ploss, Sidney (2010). The Roots of Perestroika: The Soviet Breakdown in Historical Context. McFarland & Company. ISBN 978-0786444861.
- Rappaport, Helen (1999). Joseph Stalin: A Biographical Companion. ABC-CLIO. ISBN 978-1576070840.
- Sebag-Montefiore, Simon (2005). Stalin: The Court of the Red Tsar. Vintage Books. ISBN 978-1400042302.
- Service, Robert (2000). Lenin: A Biography. Belknap Press of Harvard University Press. ISBN 978-0674008281.
- Service, Robert (2009). History of Modern Russia: From Tsarism to the Twenty-first Century. Penguin Books Ltd. ISBN 978-0674034938.
- Service, Robert (2005). Stalin: A Biography. Harvard University Press. ISBN 978-0674016972.
- Totten, Samuel;; Bartrop, Paul (2008). Dictionary of Genocide: A–L 1. Greenwood Publishing Group. ISBN 978-0313346422.
- Trahair, Richard;; Miller, Robert (2004). Encyclopedia of Cold War Espionage, Spies, and Secret Operations. Greenwood Publishing Group. ISBN 978-1929631759.
- Young, Gregory; Braden, Nate (2005). The Last Sentry: The True Story That Inspired the Hunt for Red October. Naval Institute Press. ISBN 978-1591149927.
- Zemtsov, Ilya (1989). Chernenko, the Last Bolshevik: The Soviet Union on the eve of Perestroika. Transaction Publishers. ISBN 978-0887382604.